# Сіс
Сіс (вірм. Սիս) — село в марзі Арарат, у центрі Вірменії. Село розташоване за 5 км на захід від міста Масіс, за 3 км на південний захід від села Саят-Нова та за 5 км на північний захід від села Норамарг, за 4 км на північний схід від села Ранчпар та за 6 км на південний схід від села Овташат.